# Дроздов, Владимир Александрович
Владимир Александрович Дроздов (6 [19] июля 1905, Кривой Рог, Херсонская губерния — 27 февраля 1965, Ленинград) — советский военачальник, контр-адмирал (03.11.1951).

## Биография
Родился 6 (19) июля 1905 года в местечке Кривой Рог.
В октябре 1927 года поступил на службу в РКВМФ и направлен курсантом в Учебный отряд Морских сил Чёрного моря в город Севастополь.
С мая 1928 года — краснофлотец крейсера «Коминтерн» Черноморского флота.
С октября 1928 года — краснофлотец крейсера «Червона Украина» Черноморского флота. Член ВКП(б) с 1929 года.
С октября 1930 года — курсант Военно-морского училища имени М. В. Фрунзе. С ноября 1933 года, по окончании училища, — командир группы рулевых подводной лодки «Красногвардеец» Северного флота.
С апреля 1934 года — командир штурманского сектора подводной лодки «М-19» Тихоокеанского флота (ТОФ).
С декабря 1935 года — слушатель Учебного отряда подводного плавания имени С. М. Кирова.
С ноября 1936 года — помощник командира подводной лодки «Щ-115» ТОФ.
С августа 1937 года — командир подводной лодки «М-19» ТОФ.
С июля 1938 года — командир подводной лодки «Щ-102» ТОФ.
С ноября 1940 года — командир подводной лодки «Л-19» ТОФ.
С октября 1943 года, в должности командира подводной лодки «К-51» Балтийского флота, принимал участие в Великой Отечественной войне.
С декабря 1947 года — командир 3-го дивизиона 1-й бригады подводных лодок 4-го ВМФ.
С 1950 года — начальник штаба 1-й бригады подводных лодок.
В 1951 году окончил Академические курсы офицерского состава при Военно-морской академии им. К. Е. Ворошилова и назначен командиром 27-го дивизиона подводной лодки 4-го ВМФ.
С 1956 года — помощник командующего Северного флота.
С 1958 года находился в запасе. Проживал в Ленинграде.
Умер 27 февраля 1965 года. Похоронен на Богословском кладбище в Ленинграде.

## Награды
- Орден Ленина (1953);
- трижды орден Красного Знамени (13.03.1945, 1947, 1956);
- Орден Ушакова 2-й степени (28.12.1944);
- Орден Красной Звезды (03.11.1944);
- Медаль «За оборону Ленинграда» (1943);
- Медаль «За Победу над Германией в Великой Отечественной войне 1941-1945 гг.» (1945);
- Медаль «За взятие Кёнигсберга» (1945).